# Historia Żydów w Turku
Historia Żydów w powiecie tureckim rozpoczęła się ok. XVIII wieku. Rozkwit kultury żydowskiej w mieście nastąpił w II poł. XIX wieku. Żydzi w znacznym stopniu przyczynili się do rozwoju przemysłu tkackiego w mieście.
Oprócz Turku ludność żydowska mieszkała głównie w pozostałych miastach powiatu tureckiego: w Dobrej, Tuliszkowie, Władysławowie i Uniejowie.
Zagłada ludności żydowskiej powiatu tureckiego nastąpiła w czasie II wojny światowej. Wtedy w Turku i w Dobrej zorganizowano getta żydowskie, z których Żydzi zostali przeniesieni do getta wiejskiego w Czachulcu. Żydów wymordowano w obozie zagłady Kulmhof w Chełmnie nad Nerem.

## Historia Żydów w Turku

### Pojawienie się Żydów w mieście
Trudno dokładnie określić, kiedy w Turku pojawili się Żydzi. Być może ok. połowy XVII wieku zabraniano im nawet wstępu do miasta, o czym może świadczyć zatrzymanie w 1649 r. dwóch niewiernych: Marka Ukraińskiego, pochodzącego z Kresów i zbiegłego przed nadciągającymi wojskami kozackimi, oraz jego współtowarzysza Jakuba z Krakowa. Przybyłych do Turku Żydów zatrzymano i zwolniono po złożeniu okupu w wysokości 6 złotych.
Pierwszy pisany przekaz odnotowujący pojawienie się Żydów w Turku pochodzi z 1789 r., kiedy przybyli w te okolice po pożarze miasta Dobra. Tam też mieściła się najbliższa gmina, a także synagoga i cmentarz.
Liczba ludności żydowskiej w Turku w 1808 r. wynosiła 33 osoby na 764 mieszkańców miasta. Według spisu dokonanego w związku z nadawaniem Żydom nazwisk w 1821 r., było tu 19 rodzin (82 osoby). Kilka lat później, w 1827 r., przy odnotowanym znacznym wzroście ogółu mieszkańców miasta (2302), mieszkało tu 95 osób narodowości żydowskiej. W połowie XIX wieku Żydzi Turkowscy posiadali już własną gminę.
Ludność wyznania mojżeszowego zamieszkiwała głównie w centrum miasta – bogatsi w rynku i przy ulicy Kolskiej, a ci o mniejszych dochodach przy ulicy Szerokiej, tworząc tam swego rodzaju enklawę żydowską. Przy ulicy Kolskiej znajdowała się zbudowana w 1833 r. mała bóżnica (synagoga), która została zniszczona w 1857 r. Natomiast drugą, większą, wzniesiono w 1861 r. przy ulicy Szerokiej. Oprócz synagogi znajdował się tam Beth Midras – dom, w którym studiowano Pismo Święte, mykwa (rytualna łaźnia) oraz szkoła i chedery (rodzaj szkółki religijnej).

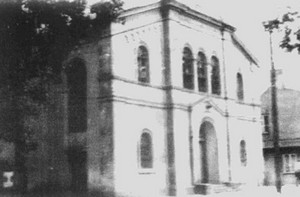
Synagoga w Turku

Na czele gminy żydowskiej stał rabin. Spośród osób pełniących tę funkcję w II poł. XIX wieku i na początku XX wieku najbardziej znani byli surowy i pobożny Chaim Braun oraz Herszch Leib Wachsmann. Ważną rolę w gminie mojżeszowej oprócz rabina pełnił Dozór Bóżniczy – 3-4 osoby wybierane na trzyletnie kadencje (przed I wojną światową Dozór Bóżniczy tworzyli Aizak Can, God Lewi, Icek Urbach oraz Majer Taube). Do zadań Dozoru należało administrowanie synagogą i domem noclegowym, nadzór nad szkolnictwem i dobroczynnością, dbanie o zaopatrywanie najuboższych członków gminy w macę i koszerną żywność na święto Pesach.
Istotne role wśród ludności tego wyznania pełnili także kantor oraz woźny bóżniczy. Pierwszy z nich, zwany także chazanem, zajmował się prowadzeniem modłów oraz czytaniem Tory podczas nabożeństw. Ukochanym przez wszystkich za ciepły baryton, humanitaryzm, wiedzę liturgiczną oraz wielkie oddanie swemu powołaniu był kantor Moshe Litwak, którego zasługę stanowiło założenie w mieście żydowskiego chóru męskiego. Zespół ten uzyskał wysoki poziom umiejętności później, pod kierownictwem chazana Psiszohera. Do obowiązków woźnego bóżniczego należało utrzymanie porządku w synagodze, zwoływanie wiernych na nabożeństwa, przypominanie o zamykaniu sklepów i kończeniu pracy w odpowiednim czasie przed szabatem, powiadamianie o mających się odbyć pogrzebach.
W 1857 r. na 4773 mieszkańców było 653 Żydów. Dane źródłowe o stanie miasta z 1860 r. pozwalają dokładnie określić ówczesną strukturę wyznaniową jego stałych mieszkańców, a poniekąd także i narodowościową. Na ogólną liczbę 5702 mieszkańców miasta, 760 osób było wyznania żydowskiego, w tym 356 mężczyzn i 404 kobiety.
Do lat 60. XIX wieku Żydzi nie mieli prawa nabywania własności ziemskiej, domów mieszkalnych i budynków gospodarczych. Dzierżawili jedynie pomieszczenia mieszkalne, w których zazwyczaj uprawiali rzemiosło – świadczyli usługi krawieckie, kuśnierskie, szewskie i inne dla mieszkańców Turku i okolicznych miejscowości, parali się drobnym handlem podczas targów i jarmarków miejskich, oraz handlem obwoźnym i obnośnym.

#### Rozkwit kultury żydowskiej
Ich sytuacja społeczno-prawna, a w ślad za tym i ekonomiczna, zmieniła się diametralnie po 1862 r., kiedy na mocy zarządzenia władz zwierzchnich zniesiono dotychczasowe ograniczenia zamieszkania przez ludność żydowską w miastach i wsiach oraz strefach nadgranicznych, a także przyznano im prawo nabywania ziemi i nieruchomości. Do Turku Żydów zwabiała perspektywa uprawiania handlu na rynku lokalnym oraz możliwości rozwoju handlu zagranicznego. Napływ Żydów wytłumaczyć można też znaczną migracją w obrębie Królestwa, jak również wzrostem antysemityzmu w Rosji i na Ukrainie, co zmuszało Żydów do opuszczania niegościnnych terenów i szukania nowych miejsc oraz lepszych perspektyw bytu.
W okresie powstania styczniowego Żydzi nie pozostali obojętni na rozgrywające się obok nich wydarzenia, pomagali powstańcom, niektórzy nawet czynnie, jak na przykład Mordechaj Mens czy matka rzeźbiarza Glicensteina.
Od II poł. XIX wieku Żydzi niemal całkowicie zmonopolizowali handel wewnętrzny i zewnętrzny. Większość sklepów, jatek, szynków była w ich rękach. Na targach skupowali oni artykuły rolno-spożywcze na własną konsumpcję oraz na sprzedaż w ich sklepikach. Podczas jarmarków dokonywali transakcji handlowych na szeroką skalę, skupując od chłopów bydło, konie, owce i duże ilości tuczonych gęsi, które następnie sprzedawali na rynkach Kalisza, Sieradza, Piotrkowa, Zduńskiej Woli i Łodzi oraz eksportowali drogą lądową lub wodną do Wielkiego Księstwa Poznańskiego i Prus, a przez Szczecin do innych państw zachodnioeuropejskich. Do najbardziej znanych kupców żydowskich w Turku należeli: Dawid Glube, Moshe Glube, Herschl Jakobowicz, Fischl Kowalski, Herschl Maier Schmul, Hailman Schmul, Saksowie i Stempasowie.
Kupcy żydowscy niemal całkowicie opanowali handel związany z przemysłem włókienniczym w Turku i całym powiecie. Oni byli najważniejszymi dostawcami surowców, głównie przędzy dla tkaczy miejskich i chałupników w terenie. Przędzę często dostarczali na kredyt, a należność ściągali w postaci gotowych wyrobów wraz z wysokim procentem. Niemal całą produkcję tkaczy i chałupników skupowali bezpośrednio od nich, następnie sprzedawali ją detalicznie lub hurtowo. Drobniejsi kupcy i sklepikarze parali się handlem detalicznym w sklepikach oraz podczas targów i jarmarków. Towary sprzedawane przez nich były często gorszej jakości, a przez to tańsze, dzięki czemu skutecznie konkurowali z kupcami chrześcijańskimi i stopniowo wypierali z rynku. Trudnili się też handlem obwoźnym oraz domokrążnym, docierając do najdalszych zakątków powiatu tureckiego. Zasobniejsi w gotówkę łączyli swe kapitały i zakładali spółki, co pozwalało im na prowadzenie operacji handlowych na dużą skalę. Wyroby miejscowego przemysłu tekstylnego, które nabywali hurtowo w Turku i powiecie, wysyłali na rynek wschodni.
Nad życiem duchowym wyznawców religii mojżeszowej, zachowanie języka i starej hebrajskiej kultury pieczę sprawował rabin wraz z członkami kahału. Aktywną działalność na polu oświaty i kultury przejawiali sympatycy szerzącego się na przełomie XIX i XX wieku skrajnie nacjonalistycznego ruchu syjonistycznego, który zakładał budzenie i rozwijanie żydowskiej świadomości narodowej, kultywowanie odrębności etnicznej, religijnej i kulturowej, konsolidację diaspory, a w perspektywie odbudowanie państwa żydowskiego w Palestynie. Mieszkający w Turku zwolennicy idei syjonistycznej, popierani przez inteligencję oraz majętniejszych Żydów, założyli własną organizację pod nazwą Młodzi Syjoniści (Zewrei Zion) pod przewodnictwem Moshe Warschawskiego. Korzystając z pomocy finansowej bogatszych i wykształconych przedstawicieli społeczności żydowskiej, jak: Józef Aberstein, Samuel Glibe, Izrael Kiwala, Izrael Kohn, Aron Starkman, Lazar Weinreicht czy Michał Zahn, organizowali szkolenia dla młodzieży, na których miejscowi i zaproszeni działacze wygłaszali prelekcje i wykłady z zakresu problematyki biblijnej.
Z tureckiej gminy żydowskiej wywodził swoje korzenie Henryk Henoch Glicenstein (1870-1942) – światowej sławy artysta-rzeźbiarz. Urodził się w rodzinie miejscowego mełameda (nauczyciela w chederze) i wytwórcy macew Szyje Glicensteina oraz Rai z domu Berkowicz. Henryk spędził w Turku dzieciństwo, w wieku 13 lat opuścił miasto i przeniósł się najpierw do Kalisza, a następnie do Łodzi. W swojej autobiografii artysta wspominał dzieciństwo spędzone w Turku i emocjonalne związki, jakie łączyły go z tym miastem.
O ile największą dynamikę pod względem wzrostu ludności miejskiej w pierwszej połowie XIX wieku wykazywali koloniści zachodni, to w II poł. tego wieku na czoło napływowej ludności wysunęli się Żydzi, stąd u schyłku wieku, w 1897 r. miasto zamieszkiwało 8111 osób, w tym 2072 narodowości żydowskiej, czyli ponad 25% ogółu.

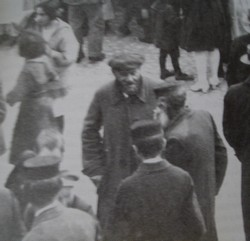
Żydzi na ulicy Turku

### Po odzyskaniu niepodległości
Rok przed wybuchem I wojny światowej w Turku na stałe mieszkało 9471 osób, w tym 2612 Żydów. Nadmienić należy, że spośród 1761 mieszkańców niestałych przebywających wówczas w mieście aż 480 było Żydami.
Po wkroczeniu wojsk niemieckich uległa zahamowaniu działalność syjonistyczna, gmina żydowska kontynuowała natomiast pracę oświatowo-kulturalną. Z jej inicjatywy w 1916 r. założono w mieście hebrajskie przedszkole, w którym Rebeka Wallstein i Miriam Czeresznia uczyły dzieci gier, piosenek, opowieści oraz udawały się z nimi na wycieczki. W tym samym czasie powstało także żydowskie kółko dramatyczne, którym kierowali Abraham Seife i Krause. W wystawionych sztukach (np. Barkochba, Żydowski król Lear) występowali m.in.: Czesława Zinnamon, Edwarda Glube, Chawa Lipp, Moshe Seife, Zamulek Glube, Lewi Lissak, Michał Rosenblum, Avrommche Bykowski.
Po odzyskaniu przez Polskę niepodległości sytuacja finansowa samorządów w powiecie tureckim była wręcz tragiczna. Dlatego również i Żydzi zaangażowali się w działania dążące do poprawy funkcjonowania władz lokalnych. W wyborach do Rady Miejskiej w 1927 r. cztery z dziesięciu list wyborczych były listami żydowskimi (35 kandydatów zgłosiła Organizacja Żydów Ortodoksów, a po 3 osoby ubiegały się o mandat z list: Organizacji Mizrachi, Żydowskiego Związku Rzemieślniczego i Organizacji Syjonistycznej).
Żydzi prowadzili ożywioną działalność społeczno-kulturalną wśród członków swojej gminy. W 1928 r. w trakcie jednej z imprez starosta odnotował w swych sprawozdaniach wystąpienia członka dozoru bóżniczego Taubego i studenta Rochmana. Nie ma dokumentów, które świadczyłyby o antypolskim nastawieniu wśród Żydów mieszkających w Turku. Linie podziału wytyczały raczej sprawy majątku, wykształcenia, interesów. Podczas konfliktu w Radzie Miejskiej w latach 1927-1928, konfliktu z wyraźnym podtekstem politycznym, kiedy to radni podzielili się na zwolenników socjalistów i narodowców, radni z grupy żydowskiej poparli tych drugich.
W marcu 1928 r. ówczesny starosta turecki Borysławski, powołując się na fakt nieuchwalenia budżetu w określonym terminie, rozwiązał Radę Miejską i zarządził nowe wybory, które wyznaczono na sierpień 1928 r. W czasie kampanii wyborczej u Żydów: Fuksa Chaji, Icka Pulwemachera i Chamy Kibali znaleziono biuletyny łódzkiego Komitetu Okręgowego Międzynarodowej Organizacji Pomocy Rewolucjonistom. Do wyborów zgłoszono siedem list wyborczych, w tym trzy żydowskie: Związek Rzemieślników Żydowskich (wybrano 4 radnych z tej listy), Towarzystwo Aguda Ortodoksów (2 radnych spośród 3 kandydatów na liście) oraz Międzypartyjny Żydowski Blok Narodowy (żadnego radnego).
Podział wyznaniowy pokrywał się w dużym stopniu ze zróżnicowaniem narodowościowym. Wyznanie mojżeszowe znajdowało się na drugim miejscu pod względem wyznawców. Ostatnimi rabinami byli Pinchas Węgrow (1924-1932) i Pinchas Waiss (1937-1939). Gmina żydowska posiadała własną bibliotekę i prowadziła ożywioną działalność religijną. Synagoga mieściła się u zbiegu ulic Wąskiej, Szerokiej i Składkowskiego. Tamteż, a także przy ulicy 3 Maja i Kaliskiej oraz w rynku mieszkało najwięcej Żydów. Do najbogatszych należał właściciel warsztatów tkackich Stempe, zatrudniający ok. 120 chałupników, poza tym Marber, Bykowski, Leszczyński (handlujący naftą). W skali powiatu Żydzi zdominowali handel wódką, solą, ziemniakami i zbożem.
Żydzi odgrywali dużą rolę w miejscowym handlu i w przemyśle. Według danych samorządowych zebranych pod koniec lat 30., aż 61% ludności żydowskiej pracowało w tej branży; rzemieślnicy stanowili 31%.
Dzieci wyznania mojżeszowego uczyły się w lokalu żydowskiej gminy wyznaniowej przy ulicy Szerokiej 2 (przeniesienie tej szkoły do budynku szkoły powszechnej przy ulicy 3 Maja nastąpiło w roku szkolnym 1936/37).
Żydowska biedota stanowiła zaplecze dla komunistów i żydowskiej organizacji socjalistycznej Bund. W pierwszych wyborach parlamentarnych w powiecie cztery żydowskie listy wyborcze zdobyły razem 5,3% głosów. w następnych wyborach w 1922 r. zastępcą posła został Henryk Enkler z Bloku Mniejszości Narodowych, restaurator z Turku.
Najbardziej wpływową organizacją żydowską w Turku był Związek Ortodoksów, który w wyborach do Sejmu Ustawodawczego zdobył 3% głosów. W radach miejskich Turku, Uniejowa i Dobrej aż 18% radnych należało do Ortodoksów. Żydzi często podkreślali swą lojalność wobec państwa polskiego. Można tu przytoczyć znamienne wydarzenie z 1928 r., kiedy to wiec organizacji żydowskich w Turku zakończono odśpiewaniem Boże, coś Polskę w języku polskim.
W latach 30. XX w. według sprawozdania starosty w Turku działało 18 struktur żydowskich o różnym charakterze. Były to: Agudas Izrael, Organizacja Syjonistyczna, Liga Pomocy Pracującym w Palestynie, Organizacja Syjonistyczna Mizrachi, Linas-Hacedek, Dom noclegowy, Towarzystwo Ezrach, Hoszomer-Heleumi, Stowarzyszenie Robotnicze Jutrznia, Bank Handlowo-Przemysłowy, Bezpartyjna Kasa Gmiłus-Chesel, Związek Rzemieślników Żydowskich, Cech Krawców, Cech Cholewkarzy, Cech Szewców, Związek Drobnych Kupców Żydowskich, Koło Młodzieży Ortodoksyjnej oraz Zjednoczenie Szkół Żydowskich. Żydzi prowadzili również swój klub sportowy o nazwie Bar Kohiba. W 1935 r. w czasie wyborów delegatów na XIX Kongres Syjonistyczny największe poparcie uzyskało towarzystwo Mizrachi.
Kolejne wybory do Rady Miasta Turku odbyły się w maju 1934 r. Do wyborów zgłosiły się trzy listy kandydatów, w tym Zjednoczony Blok Żydowski (zdobył 2 mandaty na 17 możliwych). W ostatniej Radzie Miejskiej Turku zasiedli Zimnewoda i Lewiński.
Mniej więcej od połowy lat 30. spokojne dotąd życie mniejszości narodowych w Turku zostało zakłócone przez incydenty antyżydowskie, wywoływane przez bojówki polskich nacjonalistów oraz działalność emisariuszy NSDAP wśród miejscowych Niemców.
W ostatnich latach II Rzeczypospolitej grupy narodowców inicjowały akcje antyżydowskie. Hasła: Nie kupuj u Żyda, Żyd twój wróg były przejawem działań szowinistów, a często również i mało zorientowanych w polityce młodzieńców. Takie wypadki zdarzały się jednak wówczas w całej Polsce, a powiat turecki na tle ziem sąsiednich wyróżniał się raczej spokojem.
Przed wybuchem II wojny światowej w mieście mieszkało 9965 osób, w tym 2335 Żydów.
| Rok  | Turek ogółem | Żydzi w Turku | %           |
| ---- | ------------ | ------------- | ----------- |
| 1808 | 764          | 33            | 4,32%       |
| 1811 | 744          | 36            | 4,84%       |
| 1820 | 803          | 62            | 7,72%       |
| 1827 | 2302         | 95            | 4,13%       |
| 1857 | 4773         | 653           | 13,68%      |
| 1860 | 5702         | 760           | 13,33%      |
| 1897 | 8111         | 2072          | 25,55%      |
| 1913 | 9471         | 2340          | 24,71%      |
| 1921 | 9948         | 2612          | 26,26%      |
| 1938 | 9965         | 2335          | 23,43%      |
| 1939 | brak danych  | 1912          | brak danych |
| 1940 | 9004         | 1757          | 19,51%      |

| Rok  | Powiat ogółem | Żydzi w powiecie tureckim |
| ---- | ------------- | ------------------------- |
| 1921 | 102 139       | brak danych               |
| 1939 | 137 400       | 4160                      |
| 1940 | 133 871       | 3734                      |

#### Żydzi w czasie wojny
We wrześniu 1939 r. na całym obszarze dzisiejszych województw wielkopolskiego i łódzkiego, czyli obszaru nazwanego przez okupanta Krajem Warty (niem. Reichsgau Wartheland) zamieszkiwało ok. 400 tys. Żydów. Według informacji władz powiatowych w początkach okupacji (w listopadzie 1939 r.) w Turku mieszkało 1912 osób wyznania mojżeszowego, choć inne źródła podają liczbę nawet 2700 Żydów. Ogólna liczba Żydów zamieszkujących wówczas powiat turecki wynosiła blisko 4 tys. osób. Na skutek represji wojsk okupacyjnych część z nich jeszcze na początku działań wojennych wyemigrowała na tereny wschodnie, które dostały się później pod okupację sowiecką. Stąd też w mieście w 1940 r. zostało jedynie 1757 osób narodowości żydowskiej, co stanowiło wówczas ok. 23% ogólnej liczny jego mieszkańców.
Od pierwszych dni po zajęciu miasta przez wojska niemieckie widoczne stały się zamiary hitlerowców wobec Żydów. Przejawiały się one chociażby podczas łapanek organizowanych przez żołnierzy Wehrmachtu na ulicach miasta. Schwytanym Żydom obcinano brody, kalecząc przy tym ich twarze, a „operacje” te wykonywane były tępymi nożycami. Plądrowano domy i mieszkania żydowskie, zabierano dobytek ich mieszkańców. Upokarzaniu Żydów służyły także inne brutalne metody stosowane przez rozwydrzone żołdactwo. W wojnie obronnej 1939 r. zorganizowano m.in. akcję sprzątania miasta, wykorzystując do tych prac najbardziej znanych i najbogatszych członków miejscowej gminy żydowskiej. Według relacji naocznych świadków sprzątanie ulic wykonywali Żydzi przy użyciu własnych czapek i kapeluszy. Brud z jezdni i chodników miał być wydrapywany paznokciami. Nadzorujący sprzątanie niemieccy żołnierze sprawdzali sumienność wykonanych prac, a znalezienie brudu karane było bicie kolbami karabinów. Zmiecione nieczystości znoszone były czapkami w wyznaczone miejsce, które złośliwie kilkukrotnie zmieniano. Niektórzy z żydowskich kupców o drobnych przedsiębiorców, jak chociażby Natan Lęczycki, zostali aresztowani pod zarzutem dokonywania przestępstw godzących w gospodarkę III Rzeszy i osadzeni w więzieniach, a następnie obozach koncentracyjnych. Ponadto miejscowi Żydzi zmuszani byli do pochówku kilkunastu mieszkańców miasta, którzy ponieśli śmierć podczas masowych egzekucji (część ofiar z września i października 1945 r. ekshumowano i pochowano na cmentarzu żydowskim).

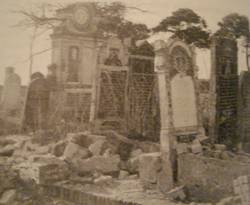
Zdewastowany przez Niemców cmentarz żydowski na Zdrojkach

Władze okupacyjne nakazały likwidację świątyń i cmentarzy żydowskich. Działania te miały przyczynić się do zupełnego zatarcia śladów osadnictwa żydowskiego na terenach wcielonych do Rzeszy. Próbę zniszczenia Synagogi przy ulicy Szerokiej w Turku podjęto już 22 września 1939 r. Zajęła się tym grupa esesmanów przejeżdżająca przez miasto w drodze z Kalisza do Konina. Spędzono do niej znaczną ilość mężczyzn, kobiet oraz dzieci, otoczono kordonem policji i wojska, a następnie podpalono. Stłoczeni we wnętrzu świątyni Żydzi ocaleli wówczas jedynie dzięki wstrzymaniu akcji na rozkaz jej dowódcy. Pożar synagogi zagrażał bowiem rozprzestrzenieniem się ognia na pozostałą część ciasno zabudowanej tej części miasta. Według niektórych relacji akcja została wstrzymana również na polecenie wojskowego komendanta miasta Lensdorfa.
Ludność żydowska była systematycznie gnębiona i poniżana. Do stosowanych wobec niej represji należy skonfiskowanie całego jej mienia oraz nałożenie obowiązku noszenia opasek rozpoznawczych z gwiazdą Dawida. Obowiązek oznaczania Żydów wprowadził na podległym sobie terenie rejencji kaliskiej jej prezydent Friedrich Übelhör, a niestosowanie się do jego zarządzenia zagrożone było karą śmierci.
Konsekwencją stosunku hitlerowców do miejscowych Żydów były próby podejmowania przez nich ucieczek na wschód z zamiarem wydostania się z terenów znajdujących się we władaniu III Rzeszy. Ucieczki te organizowane były przy pomocy miejscowych Polaków. Jednym z nich był Roman Młotkiewicz, którego mieszkanie przy ulicy Żeromskiego 12 służyło jako baza do przygotowywania ucieczek dla przynajmniej kilku osób pochodzenia żydowskiego. Latem 1941 r. 47-letni mieszkaniec Turku Józef Rabiega za udzielenie pomocy w ucieczce z getta młodemu Żydowi został dotkliwie pobity przez żandarmów, na skutek czego w niedługim czasie zmarł.
Powiat turecki liczył w 1940 r. (według sprawozdań niemieckich) 133871 mieszkańców, w tym 3734 Żydów. Jak podawał miejscowy landrat, ok. 90% wszystkich Żydów osiedlonych było w czterech miastach powiatu, w tym przede wszystkim w Turku.
W powiecie tureckim jako jedno z pierwszych gett powstało getto w Uniejowie. Zimą 1940 r. utworzono getto żydowskie w Dobrej.
Do jesieni 1940 r. żydowscy mieszkańcy miasta, pomimo znacznych ograniczeń, mieli jeszcze względną możliwość poruszania się. W grudniu 1940 r. cała żydowska ludność Turku została spędzona do getta, które zlokalizowane zostało pomiędzy ulicami Szeroką i Wąską, i odgrodzone od pozostałej części miasta zasiekami z drutu kolczastego. Tutaj znaleźli się także Żydzi zamieszkujący pobliskie wsie (m.in. Brudzew, Władysławów czy Uniejów). Wszystkie mieszkania znajdujące się na terenie getta zostały wcześniej ogołocone ze sprzętów domowych, a w każdym z nich stłoczono po kilka rodzin żydowskich. Mieszkańcy getta zmuszani byli do pracy, której efekty rozkradali nadzorujący ich Niemcy.
Część z mieszkańców getta tureckiego, szczególnie młodzi mężczyźni, została przeznaczona do pracy w komandach pracy (Arbeitskolonne) w innych miejscowościach na terenie Kraju Warty, dokąd była kierowana przez miejscowy Arbeitsamt. Według ustaleń Henryka Zimniaka wielu Żydów zatrudnionych w Poznaniu przy budowie lotniska pochodziła z getta w Turku. Przebywali oni w żydowskim obozie pracy przymusowej w Krzesinach (Judenarbeitslager Kreising) oraz w Garaszewie (Judearbeitslager Grünweiler bei Posen). W lipcu 1942 r. znajdowało się tutaj jeszcze 37 Żydów skierowanych do obozu z Turku. W obozie w Krzesinach zginął Żyd turecki Rosenberg, trudniący się rytualnym ubojem zwierząt, który został wrzucony do pieca dezynfekcyjnego i żywcem spalony. Żydzi tureccy zatrudnieni byli także w innych częściach Poznania, m.in. w Krzyżownikach, gdzie pracowali przy oczyszczaniu Jeziora Kierskiego i budowie wokół niego alejek spacerowych. Pochodzący z Turku Icek Engel pełnił funkcję szefa żydowskiej policji w Remu-Senflager, mieszczącym się w Poznaniu przy ulicy Bielniki. Wraz z innymi członkami żydowskiej policji został tutaj powieszony za rozdział wśród więźniów żywności otrzymanej od ludności polskiej.

### Powstanie getta wiejskiego w Czachulcu
Zbiorcze getto w Turku istniało do 20 października 1941 r., kiedy to zgromadzeni tam Żydzi zostali przeniesieni do wiejskiego Heidemühle w gminie Kowale Pańskie (niem. Schulzendorf), które od centralnie położonej wsi nazwane zostało Czachulec. Do getta Czachulec Żydzi zostali przewiezieni wynajętymi (prawdopodobnie odpłatnie) furmankami rolników narodowości polskiej. Żydzi zabierali więc to, co mogło pomieścić się na chłopskiej furmance. W większości były to podstawowe meble, jednak ewakuowano również całe rzemieślnicze warsztaty. Popularnie getto nazywano Heidemühle, co oznacza: młyn na wrzosowisku. Nazwa prawdopodobnie wiązała się z młynem należącym do Galewskich, który znajdował się na piaszczystym wzgórzu na terenie getta, które porastał wrzos.
Podobny los spotkał również ok. 1000 Żydów dobrskich. Istniejące tam getto przetrwało co najmniej do października 1941 r. Trudno ustalić, czy umieszczeni w nim Żydzi zostali przetransportowani do getta Czachulec zaraz po jego utworzeniu, czy dopiero po kilku dniach. Wiadomo jednak, że podczas ewakuacji dobrskiego getta całą odległość między obydwoma gettami, czyli ok. 12 km, Żydzi musieli przebyć na piechotę, dlatego mieli prawo zabrać ze sobą tylko podręczny bagaż.
Getto zajmowało obszar ponad 1700 hektarów i objęło: Młodzianów, Czachulec Nowy, Młyny Miłaczewskie, Chuby, Nowy Świat, Bielawki, Józefinę, Niedźwiady, Leśnictwo, Dzierzbotki, Cegielnię Kowalską.
Przyczyną utworzenia getta wiejskiego, co stanowiło ewenement w skali okupowanej przez hitlerowców Europy (podobne getta istniały jeszcze na terenie powiatu konińskiego i kolskiego), były prawdopodobnie względy ekonomiczne i brak środków transportu potrzebnego do przewiezienia tak znacznej liczby ludzi do getta w Łodzi. Innym powodem, dla którego władze hitlerowskie zadecydowały o takim rozwiązaniu kwestii żydowskiej w Turku i powiecie, było zapewne rozpoczęcie w listopadzie 1941 r. organizowania obozu zagłady w Chełmnie nad Nerem, dokąd z Czachulca było znacznie bliżej niż do Łodzi. Nie mniej istotne były dla Niemców potrzeby zapewnienia mieszkań dla znacznej liczby sprowadzonych do Turku osadników, którzy zajmowali także mieszkania pożydowskie.
W getcie wiejskim w Czachulcu przebywało ok. 4 tys. osób, które gnieździły się w budynkach mieszkalnych i zabudowaniach gospodarczych pozostałych po wysiedlonych wcześniej gospodarzach polskich. Ponieważ stosunkowo rozległy obszar getta uniemożliwiał zbudowanie jednolitego ogrodzenia, Niemcy ograniczyli się do opalikowania granic drewnianymi słupami wkopywanymi co kilkadziesiąt metrów.
Ludność żydowska wykorzystywana była przez Niemców do niewolniczej pracy. Część zatrudniona została w warsztatach rzemieślniczych zorganizowanych na bazie przeniesionych go getta urządzeń i narzędzi (tkacze, szewcy, krawcy). Pozostałych wykorzystano do pracy w rolnictwie. Co pewien czas do getta przybywali sprawujący nad nim nadzór funkcjonariusze niemieccy, którzy zabierali owoce pracy ludności żydowskiej.
W getcie działał samorząd (Rada Starszych, niem. Altestenrat), który miał do pomocy odpowiednio wyposażoną żydowską policję porządkową. Przewodniczącym samorządu był bogaty kupiec z Turku, który według relacji Polaków nazywał się Herszel Zimnywoda. Jego zastępcą, zgodnie z tymi samymi relacjami, był inny kupiec turecki o nazwisku Eliasz. Niemcy powołali również do istnienia żandarmerię żydowską, składającą się prawdopodobnie z 12 ochotników. Jej zadaniem było utrzymywanie porządku i bezpieczeństwa w getcie. Na jej czele stał Mordechei Strykowski. Prawdopodobnie w jej skład wchodzili również nacjonaliści żydowscy, którzy chętnie współpracowali z okupantem. Obie te organizacje podlegały ścisłemu nadzorowi policji porządkowej (niem. Schupo) z Tokar, która również kontrolowała teren getta za pomocą konnych patroli i mogła strzelać bez ostrzeżenia do każdego Żyda przyłapanego na próbie jego opuszczenia.
Ludność getta głodowała, szerzyły się w nim choroby, a śmierć zbierała obfite żniwo. Wiadomo o epidemii tyfusu, która przeszła w tamtej okolicy w 1942 roku. Przydzielane przez Niemców środki żywnościowe były dalece niewystarczające. Niewiele żywności produkowali też zatrudnieni przy pracach rolnych Żydzi. Pomimo zagrożenia surowymi karami podtrzymywane były kontakty pomiędzy społecznością polską a Żydami z obozu. Polacy dostarczali mieszkańcom getta pomocy żywnościowej. Pośrednikiem w niesieniu tej pomocy był m.in. rolnik Grzywacz zamieszkały w Wojciechowie. Okazaną Żydom pomoc przypłacił śmiercią: według relacji naocznych świadków – zauważony przez Niemców wraz z Żydówką, którą spotkał na drodze i zabrał na furmankę – został zmuszony do niesienia jej na plecach co było bezpośrednią przyczyną śmiertelnego wyczerpania. Pomocy udzielał mieszkańcom getta w Czachulcu także turkowianin Czesław Jaśkiewicz, który w 1993 r. za swoją postawę w czasie okupacji otrzymał medal i tytuł Sprawiedliwy wśród narodów świata.
Getto w Czachulcu funkcjonowało niecały rok. Jego likwidacja zakończyła się 20 lipca 1942 r. Jednakże już w latach 1941-1942 dokonano kilku selekcji jego mieszkańców w celu zapewnienia siły roboczej dla żydowskich obozów pracy (Judenarbeitslager). Selekcje te przeprowadzała komisja z Turku, złożona z przedstawicieli policji, administracji oraz funkcjonariuszy Arbeitsamtu. Przygotowywane były także transporty Żydów do obozu zakłady w Chełmnie nad Nerem. Największe selekcje i transporty przewidzianych do wymordowania ludzi miały miejsce w dniach 6-10 grudnia 1941 r. Znaczna część Żydów tureckich została więc wytępiona już w początkach działalności obozu w Chełmnie. 17 czerwca 1942 roku doszło do masowej egzekucji we wsi Dzierżbotki-Cegielnia. Na oczach ludności polskiej powieszono wówczas 10 Żydów. Oficjalnym powodem mordu było uchylanie się od pracy.
W dniu 20 lipca 1942 r. getto w Czachulcu zostało ostatecznie zlikwidowane, a pozostali przy życiu jego mieszkańcy wymordowani w trakcie transportu do obozu (być może w samochodach-komorach gazowych) lub w samym obozie zagłady w Chełmnie. Jeszcze na terenie getta rozstrzelano członków Żydowskiej Służby Porządkowej oraz nie ustaloną liczbę dzieci oraz starców. Zagładzie uległa od wielu wieków zamieszkująca miasto, praktycznie cała grupa ludności żydowskiej, wśród której znalazły się m.in. rodziny Abramowiczów, Adlerów, Berkiewiczów, Byków, Fislowiczów, Goldów, Helmanów, Kompelów, Krotowskich, Mordowiczów, Nagaczów, Piotrkowskich, Poznańskich, Prochowskich, Rozenfeldów, Rypsów, Schmulów, Schwartzmanów, Skarżyńskich, Waxów, Weilów i Zachnów.

### Po wojnie
Po zakończeniu działań wojennych okazało się, iż na terenie powiatu tureckiego straty biologiczne w okresie okupacji wyniosły 7411 osób. Na ogólną liczbę ludności powiatu przekraczającą w okresie międzywojennym 130 tys. stanowi to ok. 6%. Z tej ogólnej liczby zaginionych i pomordowanych ponad połowę (ok. 4 tys.) stanowiła ludność żydowska.
Przez długi czas wydawało się, iż Turku i powiatu tureckiego wojnę i okupację przeżyło, według stanu z marca 1945 r., jedynie 26 Żydów, z których część ocalała dzięki wcześniejszemu przewiezieniu ich do getta w Łodzi, gdzie zatrudnieni byli jako fachowcy – rzemieślnicy przydatni wojennej gospodarce niemieckiej. Obecnie wiemy, iż było ich znacznie więcej. Liczba nazwisk przekracza już 40. Po likwidacji getta łódzkiego przeżyli jeszcze obóz koncentracyjny w Oświęcimiu, gdzie doczekali wyzwolenia. Po zakończeniu wojny nieliczni ocaleli członkowie społeczności żydowskiej w Turku i jego okolic opuścili Polskę.

## Synagoga w Turku
Główna synagoga gminy żydowskiej w Turku znajdowała się przy ulicy Stefana Żeromskiego.
Budynek istniał od 1861 r. i swoją funkcję pełnił aż do II wojny światowej, kiedy został zdewastowany przez Niemców.

## Cmentarz żydowski
Cmentarz żydowski w Turku został założony na początku XIX wieku. Ostatni znany pochówek odbył się w 1939 r. Podczas II wojny światowej (wiosną 1943 r.) Niemcy całkowicie zdewastowali cmentarz. Cmentarz znajduje się na samotnym podmiejskim wzgórzu, na Zdrojkach Lewych, ok. 300 metrów na zachód od ulicy Chopina.